# Тринайсет (Д-р Хаус)
Реми „Тринайсет“ Хадли, Доктор по медицина, (на английски: Remy "Thirteen" Hadley, M.D.) е измислен персонаж от медицинската драма „Хаус“. Ролята се изпълнява от Оливия Уайлд. В българския дублаж Тринайсет се озвучава от Йорданка Илова.